# Eustroma venulata
Eustroma venulata är en fjärilsart som beskrevs av Charles Oberthür 1880. Eustroma venulata ingår i släktet Eustroma och familjen mätare. Inga underarter finns listade i Catalogue of Life.